# Жамбильський сільський округ (Кордайський район)
Жамби́льський сільський округ (каз. Жамбыл ауылдық округі, рос. Жамбылский сельский округ) — адміністративна одиниця у складі Кордайського району Жамбильської області Казахстану. Адміністративний центр — село Жамбил.
Населення — 6231 особа (2021; 4541 у 2009, 3016 у 1999, 3445 у 1989).
Станом на 1989 рік існували Степнівська сільська рада (села Джамбул, Калгута, Славне, Степне) та Жанатурмиська сільська рада (села Алга, Жанатурмис, Кокадир). 1993 року село Жамбил утворило окрему Жамбильську сільську адміністрацію. 1997 року Жанатурмиський сільський округ приєднано до складу Беткайнарського сільського округу, а Жамбильську сільську адміністрацію — до складу Степнівського сільського округу. 2001 року з частини Степнівського сільського округу був утворений Жамбильський сільський округ.

## Склад
До складу округу входять такі населені пункти:
| Населений пункт  | Старі назви | Населення, осіб (1989) | Населення, осіб (1999) | Населення, осіб (2009) | Населення, осіб (2021) |
| ---------------- | ----------- | ---------------------- | ---------------------- | ---------------------- | ---------------------- |
| Жамбил, село     | Джамбул     | 1867                   | 1814                   | 3313                   | 4661                   |
| Жанатурмис, село | -           | 1578                   | 1202                   | 1228                   | 1570                   |